# Křesadlo (pohádka)

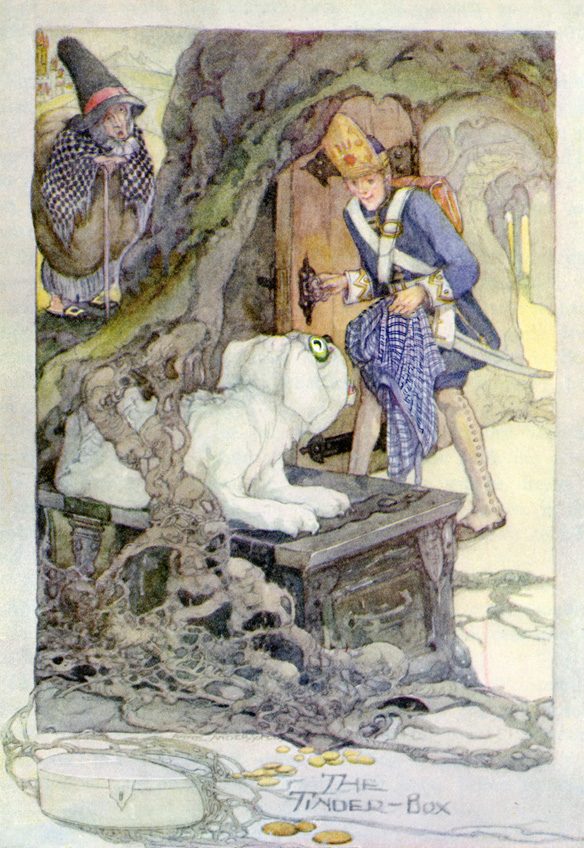
Ilustrace Anne Andersonové.

Křesadlo (dánsky Fyrtøiet) je pohádka dánského spisovatele Hanse Christiana Andersena, poprvé vydaná 8. května 1835.

## Děj
Na začátku se seznamujeme s vojákem, kterého po dlouhých letech strávených na bojištích konečně propustili ze služby. Najednou se mu do cesty připletla ošklivá paní. Později se dozvídáme, že je čarodějnice. Voják se zastaví a bába mu říká: mám pro tebe peněžní odměnu, jen co mi splníš jeden úkol. Voják musí vlézt do starého dubu, tam na něj čeká několik bran a v každé jsou peníze. Jenže každou bránu hlídají velcí psi s obrovskýma očima. Může je přemoct jen tak, že je postaví na šátek. Voják tedy svolí. Všechny psy přemůže, ale čarodějnice po něm chce ještě staré křesadlo. Voják ho skutečně získá a hned se ptá báby, na co jí je, ale bába mu to nechce říct. Po krátkém boji, který spolu mají, čarodějnice prohrává.
Voják se stává velmi zámožným pánem. Tím ale příběh nekončí, zamiluje se totiž do krásné princezny a touží po jejím srdci. Jenže najednou všechny peníze utratí a je tím, kým byl na začátku. Je noc a náš voják neví, co má dělat, a tak si vzpomene na křesadlo a škrtne jím. Objeví se pes s obrovským očima a říká, že mu bude sloužit, a aby se zeptal, co chce. Voják řekne: princeznu! Pes mu jí tedy večer přináší a ráno ji zase vrací do královského paláce. Princeznu totiž král nechal schovat, aby zamezil splnění staré věštby, podle které má princezna připadnout prostému vojákovi. Totéž se opakuje druhou noc, avšak královská služka psa sleduje až k vojákovu domu a na dveře udělá křídou křížek. Naštěstí si toho pes povšimne a udělá křídou křížky na všechny dveře ve městě. Třetí noc již nechá královna princezně večer přivázat na záda děravý pytlík mouky, takže po uvedené stopě je voják vystopován, zatčen a odsouzen k smrti.
Před popravou vysloví poslední přání - smět si zapálit dýmku svým křesadlem. Král neprozřetelně svolí, voják škrtne křesadlem a tím přivolá psa, jenž zardousí krále s královnou. Lid provolá vojáka a princeznu novým královským párem.